# Magdalena Gorzkowska
Magdalena Gorzkowska (ur. 30 kwietnia 1992 w Bytomiu) – polska lekkoatletka, sprinterka. Uczestniczka Letnich Igrzysk Olimpijskich 2012 (rezerwowa w sztafecie 4 × 400 metrów). Po zakończeniu kariery lekkoatletycznej alpinistka i himalaistka.

## Kariera sportowa
W 2011 zdobyła srebro na mistrzostwach Europy juniorów, a rok później zajęła 20. miejsce w biegu na 100 metrów podczas mistrzostw Europy w gronie seniorów. Halowa wicemistrzyni kraju w biegu na 400 metrów (Spała 2013). Złota medalistka młodzieżowych mistrzostw Europy z Tampere (2013). W marcu 2016 weszła w skład polskiej sztafety 4 × 400, która zdobyła srebrny medal halowych mistrzostw świata w Portland.
Zdobywczyni m.in. szczytów Mont Blanc, Aconcagua, Kilimandżaro oraz jako najmłodsza Polka w historii – Mount Everest (17 maja 2018, w wieku 26 lat i 17 dni). 27 września 2019 próbowała zdobyć Manaslu.